# Agontano

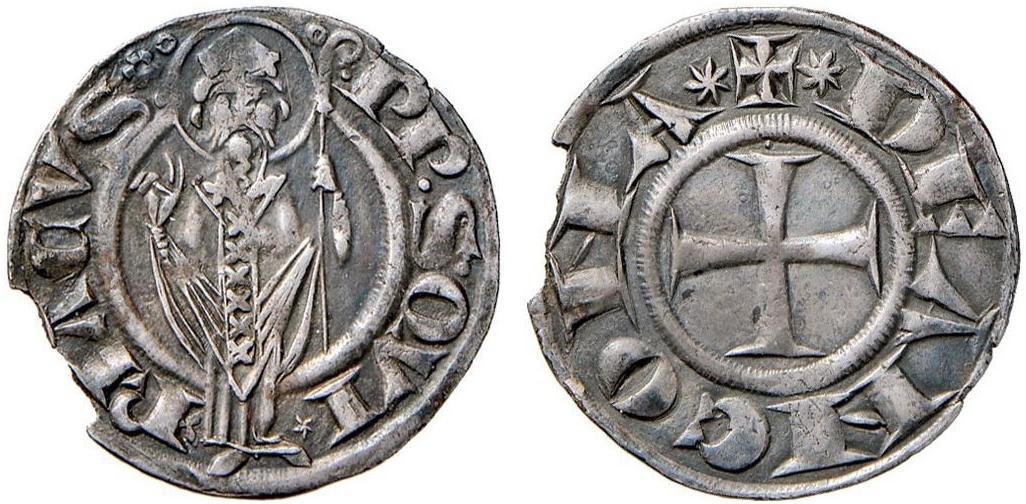
Agontano, datiert ins 15. Jahrhundert

Der Agontano war eine Münze, welche von der Republik Ancona vom 12. bis 16. Jahrhundert geprägt wurde. Dies geschah ohne Überwachung des Kirchenstaates bzw. durch das Heilige Römische Reich.

## Beschaffenheit und Aussehen
Der Agontano war eine große Silbermünze mit einem Durchmesser von 18 bis 22 mm und einem Gewicht von 2,04 bis 2,42 Gramm. Sie entsprach ungefähr dem Wert des Mailänder Soldo. Die Münze war beidseitig geprägt. Auf dem Avers stand „PP.SQVIRIACVS“ mit dem Abbild des Heiligen Cyriacus, auf dem Revers stand „DE ANCONA“ mit einem Tatzenkreuz in der Mitte.

## Geschichte
Die ersten Berichte über Münzprägungen in der Republik Anconas stammen aus dem 12. Jahrhundert. Nach einigen Überlieferungen begann die Stadt mit Konzession des Byzantinischen Reiches mit der Münzprägung nach der Belagerung von 1173. Dies ist historisch nicht belegt, da Aufzeichnungen darüber aus späterer Zeit stammen.
Der Agontano war ein großer Erfolg und wurde in anderen Gebieten wie in der Emilia-Romagna, der Toskana, im Latium oder den Abruzzen nachgeahmt.
Im 15. und 16. Jahrhundert bis zum Verlust der Unabhängigkeit der Republik im Jahre 1532 wurde eine goldene Agontano geprägt, auch bekannt als Ancona Ducat oder Ducato Papale.